# Teuchophorus
Teuchophorus is een vliegengeslacht uit de familie van de slankpootvliegen (Dolichopodidae).

## Soorten
- T. bipilosus Becker, 1908
- T. calcaratus (Macquart, 1827)
- T. clavigerellus Wheeler, 1899
- T. condylus Harmston and Knowlton, 1946
- T. cristulatus Meuffels & Grootaert, 1992
- T. diminucosta Harmston and Knowlton, 1942
- T. monacanthus Loew, 1859
- T. nigricosta (von Roser, 1840)
- T. simplex Mik, 1880
- T. spinigerellus (Zetterstedt, 1843)
- T. tenuemarginatus Strobl, 1909
- T. utahensis Harmston and Knowlton, 1942